# Plavecký Mikuláš
Plavecký Mikuláš este o comună slovacă, aflată în districtul Malacky din regiunea Bratislava. Localitatea se află la altitudinea de 253 m deasupra n.m., se întinde pe o suprafață de 26,73 km2 și în 2017 număra 729 de locuitori.

## Istoric
Localitatea Plavecký Mikuláš este atestată documentar din 1394.

## Demografie
| An:                | 1994 | 2004   | 2014   | 2024   |
| ------------------ | ---- | ------ | ------ | ------ |
| Număr de persoane: | 731  | 719    | 717    | 740    |
| Diferență:         |      | −1,64% | −0,27% | +3,20% |

| An:                | 2023 | 2024   |
| ------------------ | ---- | ------ |
| Număr de persoane: | 729  | 740    |
| Diferență:         |      | +1,50% |